# Ora Lightning Cat
La Ora Lightning Cat (chiamata anche Ora Next Cat e Ora Grand Cat) è un'autovettura elettrica prodotta a partire dal 2022 dalla casa automobilistica cinese Ora, facente parte del gruppo Great Wall Motors.

## Contesto e debutto

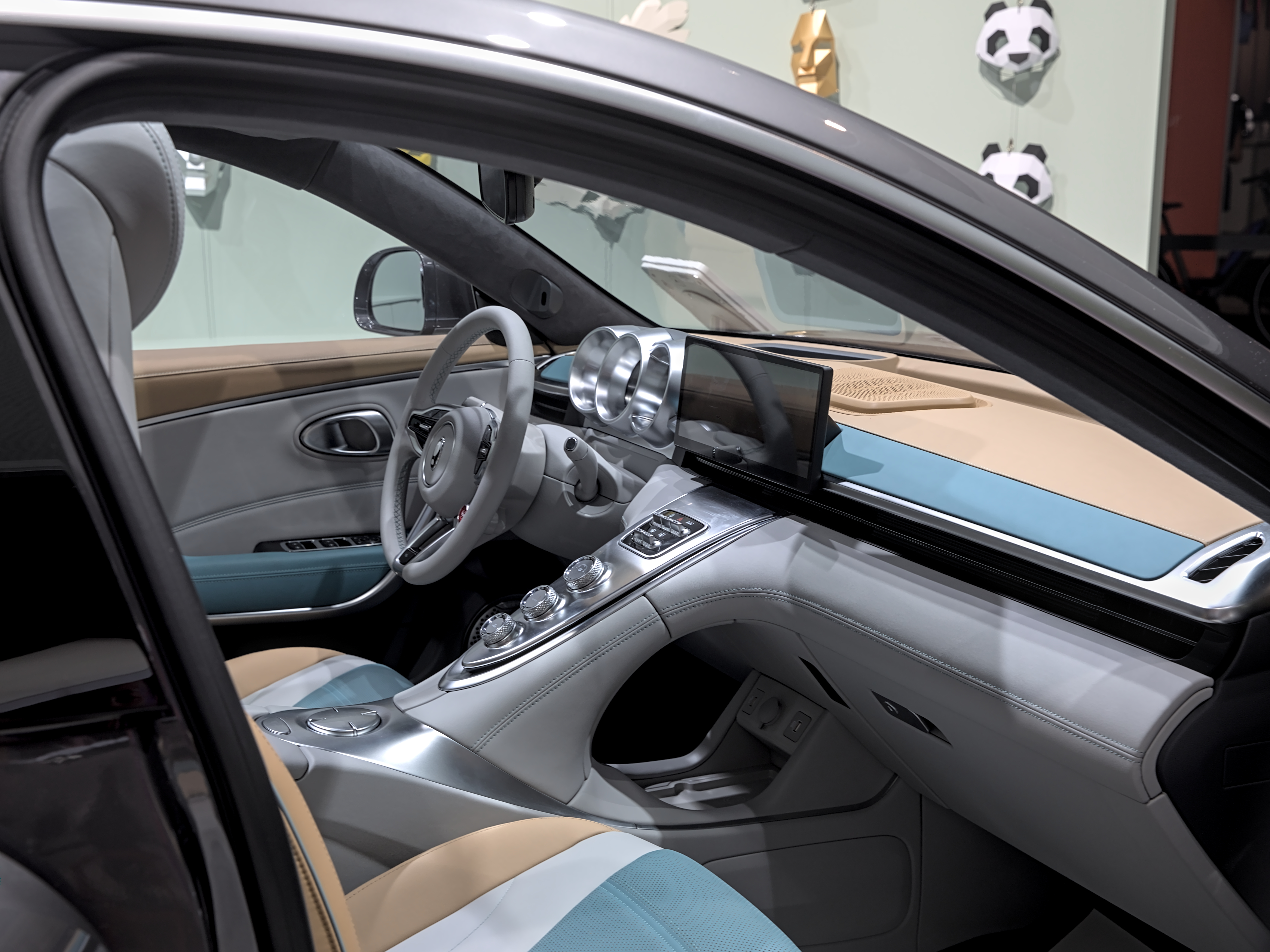
Interni

L'Ora Lightning Cat è stata presentata per la prima volta sotto forma di concept car al salone di Shanghai il 20 aprile 2021, insieme all'Ora Punk Cat. Un'altra versione prototipale della vettura ha debuttato più tardi a settembre al salone di Monaco 2021, con il nome di 03 Cat. In seguito nel 2022 al Thailand International Motor Expo, è stata presentata la versione finale per il mercato autoctono con il nome di Grand Cat. La versione definitiva per la produzione in serie è stata introdotta sul mercato cinese a novembre 2022.
Fin dalla sua presentazione a Shangai nella primavera 2021, il design e lo stile dell'Ora Lightning Cat ha suscitato molteplici critiche e controversie, in quanto assomiglia in maniera notevole ai modelli Porsche, in special modo alla 911 e alla Panamera.
La Lightning Cat è dotato di un sistema d'assistenza alla guida di livello 3, che consente all'auto di sterzare, frenare, accelerare e parcheggiare senza l'ausilio o l'azionamento diretto da parte del guidatore del volante e dei pedali. È inoltre presente un sistema elettronico nell'abitacolo che sfruttando l'intelligenza artificiale, monitora la temperatura e la frequenza cardiaca degli occupanti.

## Specifiche tecniche
L'Ora Lightning Cat utilizza un pacco batteria da 82 kWh con tecnologia al fosfato e ioni di litio, che alimenta due motorizzazioni: la base a trazione anteriore da 150 kW (204 CV) e la top di gamma bimotore anteriore/posteriore da 300 kW e 680 Nm di coppia. Quest'ultima ha una velocità massima di 180 km/h e accelera da 0 a 100 km/h in circa 3 secondi. L'autonomia si attesta secondo il ciclo di omologazione WLTP a circa 450 km.